# Catedral del Sagrado Corazón (Pretoria)
La Catedral del Sagrado Corazón o simplemente Catedral católica de Pretoria (en inglés: Sacred Heart Cathedral) es un edificio religioso que pertenece a la Iglesia Católica y se encuentra ubicado en la calle Bosman de la localidad de Pretoria en la provincia de Gauteng en Sudáfrica. Es la sede de la Arquidiócesis de Pretoria.
El templo fue construido en 1877 en el estilo arquitectónico gótico, sigue el rito romano o latino y funciona como sede de la Arquidiócesis Metropolitana de Pretoria (Archidioecesis Praetoriensis) que fue creada en 1951 mediante la bula  Suprema Nobis del papa Pío XII. Tiene la dignidad de catedral desde 1948.
Esta bajo la responsabilidad pastoral del arzobispo William Matthew Slattery.